# Spelets regler (film, 1939)
Spelets regler (originaltitel: La Règle du jeu) är en fransk film från 1939 i regi av Jean Renoir.
Filmen följer det klassiskt franska mönstret, en sorts herrskap och tjänstefolk som till största delen utspelas på en lantegendom. Drama och satir, komedi och tragedi. Kärlek och svartsjuka. Regissören Jean Renoir spelar själv Octave och i övriga roller märks Marcel Dalio, Roland Toutain och Julien Carette.

## Rollista
| Nora Gregor           | – Christine de la Cheyniest     |
| Paulette Dubost       | – Lisette                       |
| Marcel Dalio          | – Robert de la Cheyniest        |
| Roland Toutain        | – André Jurieux                 |
| Jean Renoir           | – Octave                        |
| Mila Parély           | – Geneviève de Marras           |
| Anne Mayen            | – Jackie                        |
| Julien Carette        | – Marceau                       |
| Gaston Modot          | – Edouard Schumacher            |
| Pierre Magnier        | – Generalen                     |
| Pierre Nay            | – Monsieur de St. Aubin         |
| Francœur              | – Monsieur La Bruyère           |
| Odette Talazac        | – Madame de la Plante           |
| Claire Gérard         | – Madame de la Bruyère          |
| Lise Elina            | – Radioreportern på flygplatsen |
| Eddy Debray           | – Corneille                     |
| Léon Larive           | – Kocken                        |
| Henri Cartier-Bresson | – Den engelske betjänten        |